# Чемпіонат України з легкої атлетики 1995
Основна частина змагань з легкої атлетики на Спартакіаді України 1995 серед дорослих була проведена 12-15 червня в Києві на Республіканському стадіоні.
Чемпіони Спартакіади у дисциплінах шосейної спортивної ходьби (20 та 50 км у чоловіків та 10 км — у жінок) були визначені 1 березня в Євпаторії.

## Призери

### Чоловіки
| Дисципліни                | Золото                                                                      | Золото   | Срібло                                                                                        | Срібло   | Бронза                                                                         | Бронза   |
| ------------------------- | --------------------------------------------------------------------------- | -------- | --------------------------------------------------------------------------------------------- | -------- | ------------------------------------------------------------------------------ | -------- |
| 100 метрів                | Олексій Чихачов Запорізька область                                          | 10,22    | Сергій Осович Івано-Франківська область                                                       | 10,26    |                                                                                |          |
| 200 метрів                | Владислав Дологодін Харківська область                                      | 20,60    |                                                                                               |          | Андрій Гавриленко Чернігівська область                                         | 20,94    |
| 400 метрів                | Валентин Кульбацький Донецька область                                       | 46,02    | Вадим Огій Дніпропетровська область                                                           | 46,23    | Олег Твердохліб Дніпропетровська область                                       | 46,39    |
| 800 метрів                | Анатолій Якимович Донецька область                                          | 1.49,83  |                                                                                               |          |                                                                                |          |
| 1500 метрів               | Андрій Булковський Львівська область                                        | 3.42,87  |                                                                                               |          |                                                                                |          |
| 5000 метрів               | Сергій Лебідь Дніпропетровська область                                      | 14.00,31 | Сергій Дацько Київська область                                                                | 14.01,18 | Віктор Роговий Київ                                                            | 14.01,33 |
| 10000 метрів              | Валерій Чесак Дніпропетровська область                                      | 29.19,45 | Віктор Роговий Київ                                                                           | 29.21,26 | Володимир Буханов Одеська область                                              | 29.40,96 |
| 110 метрів з бар'єрами    | Володимир Білоконь Кіровоградська область                                   | 13,63    | Дмитро Колесниченко Рівненська область                                                        | 13,63    | Андрій Каратєєв Київ                                                           | 14,12    |
| 400 метрів з бар'єрами    | Геннадій Горбенко Дніпропетровська область                                  | 49,35    | В'ячеслав Оринчук Вінницька область                                                           | 50,87    | Віктор Лесик Дніпропетровська область                                          | 50,97    |
| 3000 метрів з перешкодами | Іван Твардовський Тернопільська область                                     | 8.45,21  |                                                                                               |          | Євген Юдін Донецька область                                                    | 8.52,98  |
| 4×100 метрів              | Запорізька областьІгор Страх Дмитро Ваняікін Олексій Чихачов Ігор Стрельцов | 40,03    | Харківська областьАнатолій Довгаль Віталій Кириленко Денис Підгородецький Владислав Дологодін | 40,92    |                                                                                |          |
| 4×400 метрів              | КиївВалерій Козлов Ігор Бондарчук Роман Галкін Олександр Голик              | 3.07,16  | Дніпропетровська областьКостянтин Гунько Володимир Добриднев Віктор Лесик Вадим Огій          | 3.11,77  | Львівська областьМихайло Горін Василь Лозинський Ігор Мацкевич Володимир Дорош | 3.11,92  |
| Ходьба 20 кілометрів      | Павло Андрієнко Львівська область                                           | 1:24.29  | Анатолій Горшков Київ                                                                         | 1:25.09  | Володимир Дручик Волинська область                                             | 1:25.25  |
| Ходьба 50 кілометрів      |                                                                             |          | Володимир Сойка Львівська область                                                             | 4:07.10  | Петро Палагицький Львівська область                                            | 4:11.05  |
| Стрибки у висоту          | Сергій Колесник Київ                                                        | 2,28     |                                                                                               |          |                                                                                |          |
| Стрибки з жердиною        | В'ячеслав Шутєєв Харківська область                                         | 5,40     |                                                                                               |          |                                                                                |          |
| Стрибки в довжину         | Віталій Кириленко Харківська область                                        | 8,17     | Сергій Глотов Донецька область                                                                | 7,90     | Ігор Лисенко Запорізька область                                                | 7,89     |
| Потрійний стрибок         | Віктор Попко Дніпропетровська область                                       | 16,74    | Сергій Ізмайлов Тернопільська область                                                         | 16,69    | Володимир Іноземцев Київ                                                       | 16,60    |
| Штовхання ядра            | Олександр Багач Київська область                                            | 20,77    | Роман Вірастюк Івано-Франківська область                                                      | 20,71    | Юрій Білоног Одеська область                                                   | 20,05    |
| Метання диска             | Віталій Сидоров Київ                                                        | 61,70    | Дмитро Ковцун Київ                                                                            | 61,20    | Олександр Скупський Запорізька область                                         | 59,36    |
| Метання молота            | Андрій Скварук Рівненська область                                           | 77,92    | Олександр Крикун Черкаська область                                                            | 77,66    | Вадим Колесник Луганська область                                               | 76,60    |
| Метання списа             | Андрій Углов Київ                                                           | 79,16    | Андрій Мазніченко Київ                                                                        | 75,82    | Олексій Шурхал Запорізька область                                              | 72,90    |
| Десятиборство             | Сергій Блонський Київська область                                           | 7706     | Олександр Юрков Дніпропетровська область                                                      | 7560     | Віктор Дивлях Дніпропетровська область                                         | 7460     |

### Жінки
| Дисципліни                | Золото                                                                                  | Золото   | Срібло                                                                                | Срібло   | Бронза                                                                               | Бронза  |
| ------------------------- | --------------------------------------------------------------------------------------- | -------- | ------------------------------------------------------------------------------------- | -------- | ------------------------------------------------------------------------------------ | ------- |
| 100 метрів                | Жанна Тарнопольська Київ                                                                | 11,09    |                                                                                       |          | Оксана Левенець Дніпропетровська область                                             | 11,52   |
| 200 метрів                | Вікторія Фоменко Харківська область                                                     | 22,74    | Тетяна Ткаліч Дніпропетровська область                                                | 23,41    | Людмила Антонова Донецька область                                                    | 23,51   |
| 400 метрів                | Олена Рурак Дніпропетровська область                                                    | 51,69    | Тетяна Мовчан Київська область                                                        | 52,56    |                                                                                      |         |
| 800 метрів                | Інна Євсєєва Житомирська область                                                        | 1.59,76  | Олена Завадська Донецька область                                                      | 2.00,09  | Світлана Мирошник Харківська область                                                 | 2.00,57 |
| 1500 метрів               | Світлана Мирошник Харківська область                                                    | 4.04,31  | Тетяна Біловол Одеська область                                                        | 4.10,24  | Тамара Коба Дніпропетровська область                                                 | 4.11,65 |
| 5000 метрів               | Тамара Коба Дніпропетровська область                                                    | 15.41,08 | Тетяна Біловол Одеська область                                                        | 15.52,43 |                                                                                      |         |
| 10000 метрів              | Тетяна Позднякова Вінницька область                                                     | 34.15,50 | Зоя Казновська Вінницька область                                                      | 34.16,28 |                                                                                      |         |
| 100 метрів з бар'єрами    | Олена Овчарова Київ                                                                     | 12,98    | Надія Бодрова Харківська область                                                      | 13,05    |                                                                                      |         |
| 400 метрів з бар'єрами    | Людмила Ходасевич Дніпропетровська область                                              | 55,76    |                                                                                       |          | Інна Неплюєва Одеська область                                                        | 56,50   |
| 2000 метрів з перешкодами | Ольга Козел Запорізька область                                                          | 6.26,41  | Тетяна Бабік Миколаївська область                                                     | 6.27,45  | Ольга Стефанішина Тернопільська область                                              | 6.30,45 |
| 4×100 метрів              | Дніпропетровська областьОлена Алістратенко Тетяна Ткаліч Ірина Слюсар Оксана Левенець   | 44,94    | Харківська областьАльона Сухорученко Вікторія Фоменко Наталія Мауріна Олена Насонкіна | 45,29    | Миколаївська областьЛариса Мосійчук Олена Павлова Ірина Діденко Оксана Кочеткова     | 45,65   |
| 4×400 метрів              | Дніпропетровська областьЛюдмила Ходасевич Тетяна Ткаліч Світлана Твердохліб Олена Рурак | 3.33,78  | Миколаївська областьОлена Павлова Алла Ковпак Наталія Макух Оксана Кочеткова          | 3.35,26  | Харківська областьВікторія Фоменко Світлана Мирошник Наталія Мауріна Олена Насонкіна | 3.37,19 |
| Ходьба 10000 метрів       | Тетяна Рагозіна Полтавська область                                                      | 45.15,29 |                                                                                       |          |                                                                                      |         |
| Ходьба 10 кілометрів      | Ольга Леоненко Київ                                                                     | 45.17    |                                                                                       |          | Олена Веремійчук Київська область                                                    | 46.10   |
| Стрибки у висоту          | Віта Стьопіна Запорізька область                                                        | 1,89     |                                                                                       |          |                                                                                      |         |
| Стрибки в довжину         | Олена Хлопотнова Харківська область                                                     | 6,86     | Вікторія Вершиніна Київ                                                               | 6,79     | Наталія Сорокіна Вінницька область                                                   | 6,46    |
| Потрійний стрибок         | Інеса Кравець Київ                                                                      | 14,54    | Олена Хлусович Київ                                                                   | 13,90    |                                                                                      |         |
| Штовхання ядра            | Віта Павлиш Харківська область                                                          | 19,29    | Надія Лукинів Івано-Франківська область                                               | 18,00    |                                                                                      |         |
| Метання диска             | Олена Антонова Дніпропетровська область                                                 | 59,96    |                                                                                       |          | Ілона Захарченко Київ                                                                | 56,13   |
| Метання молота            | Наталія Куницька Київ                                                                   | 60,80    |                                                                                       |          | Тетяна Ліщун Донецька область                                                        | 57,60   |
| Метання списа             | Ольга Іванкова Харківська область                                                       | 58,84    |                                                                                       |          | Ірина Костюченкова Харківська область                                                | 56,54   |
| Семиборство               | Марина Щербина Київська область                                                         | 6014     | Олена Ніколюк Київська область                                                        | 5859     | Тетяна Шутеєва Харківська область                                                    | 5645    |